# 아브람 그란트
아브라함 "아브람" 그란트(히브리어: אברהם "אברם" גרנט, 1955년 5월 6일 ~ )는 이스라엘의 축구 지도자로 현재 잠비아 축구 국가대표팀의 사령탑으로 재직 중이며 오랜 시간 동안 경력을 이스라엘에서 코치와 감독직으로 보냈고 다양한 팀을 이끌면서 다수의 리그와 컵대회 우승을 일궜다.

## 지도자 경력

### 이스라엘 프로팀
1972년부터 14년 동안 하포엘 페타 티그바 유스팀의 감독을 역임한 뒤 1986년부터 1991년까지 하포엘 페타 티그바 성인팀의 사령탑으로 재직하며 리가 레우밋 3회 연속 준우승(1988-89, 1989-90, 1990-91), 이스라엘 스테이트컵 2회 연속 4강(1989-90, 1990-91) 진출, 토토컵 레우밋 2회 연속 우승(1989-90, 1990-91) 등을 이끌었다.
이후 1991년부터 1995년까지 4년동안 마카비 텔아비브의 사령탑을 맡아 리가 레우밋 2회 우승(1991-92, 1994-95) 및 2회 준우승(1992-93, 1993-94), 이스라엘 스테이트컵 2회 연속 준우승(1991-92, 1992-93), 1993-94 이스라엘 스테이트컵 우승, 1991-92 토토컵 레우밋 준우승, 1992-93 토토컵 레우밋 우승, 1993-94 토토컵 레우밋 4강, 1994-95 토토컵 레우밋 준우승 등을 이끌었다.
그 뒤 1995-96 시즌에는 하포엘 하이파의 감독을 맡으며 해당 시즌 리가 레우밋 4위의 성적 및 1996년 UEFA 인터토토컵 진출을 이끌었고 1996-97 시즌을 앞두고 마카비 텔아비브의 감독으로 복귀하여 1999-2000 시즌까지 네 시즌 동안 역임하며 1996-97 이스라엘 스테이트컵 준우승, 1996-97 토토컵 레우밋 4강, 1997-98 토토컵 레우밋 준우승, 1998-99 리가 레우밋 준우승, 1998-99 토토컵 레우밋 우승 등의 성과를 거두었다.
그리고 2000-01 시즌을 앞두고 마카비 하이파의 감독으로 취임하여 2001-02 시즌까지 두 시즌 동안 역임하면서 리갓 하알 2연속 제패(2000-01, 2001-02), 2000-01 이스라엘 스테이트컵 4강, 2001-02 이스라엘 스테이트컵 준우승 등을 이끌었다.

### 이스라엘 축구 국가대표팀
2002년 이스라엘 대표팀의 사령탑으로 부임한 이후 첫 국제 대회인 UEFA 유로 2004 예선 1조에서 2승 3무 3패·조 3위로 사상 첫 유로 대회 본선 진출에 실패했고 2006년 FIFA 월드컵 유럽 지역 예선에서는 10경기 4승 6무로 36년만의 이스라엘의 월드컵 지역 예선 무패를 이끌었지만 아쉽게도 36년만의 월드컵 본선 진출로까지는 이어지지 못했으며 결국 2005년 이스라엘 대표팀 감독직에서 물러났다.

### 포츠머스 FC&첼시 FC
이스라엘 대표팀 사령탑에서 물러난 뒤 2006년 7월 잉글랜드 프리미어리그 포츠머스 FC의 기술 고문으로 부임한 이후 2006-07 시즌 동안 해리 레드냅 감독을 서포트하며 전 시즌 리그 17위에 머물렀던 포츠머스의 리그 순위를 무려 8계단이나 끌어올리는데 크게 기여했다.
그 후 2007-08 시즌을 앞두고 같은 프리미어리그팀인 첼시 FC의 감독으로 부임하여 프리미어리그 2007-08 준우승, EFL컵 2007-08 준우승, 2007-08년 UEFA 챔피언스리그 준우승을 이끌었지만 2007-08 시즌 3대회 모두 우승의 문턱에서 고배를 마시면서 2007-08 시즌을 마친 뒤 첼시의 감독직에서 물러났다.

### 포츠머스 FC
2009년 10월 포츠머스 감독직에서 경질된 폴 하트 감독의 후임으로 부임하여 비록 프리미어리그 2009-10에서는 20팀 중 최하위로 차기 시즌 EFL 챔피언십 강등을 피하지는 못했지만 같은 시즌 잉글랜드 FA컵에서는 2년만의 FA컵 결승 진출 및 첫 FA컵 준우승을 이끈 뒤 2010년 5월 21일 포츠머스 감독직을 내려놓았다.

### 웨스트햄 유나이티드
포츠머스 감독직에서 물러난지 몇주 후인 6월 3일 웨스트햄 유나이티드의 감독으로 취임하여 EFL컵 2010-11에서 4강 진출을 이끌었지만 프리미어리그 2010-11에서는 20팀 중 최하위로 결국 차기 시즌 EFL 챔피언십 강등의 수모를 당하면서 2011년 5월 15일 웨스트햄 감독직에서 경질되었다.

### FK 파르티잔
2011-12 시즌이 진행 중이던 2012년 1월 세르비아 수페르리가의 FK 파르티잔의 감독으로 부임하여 팀의 리그 우승을 이끌었지만 일신상의 이유로 4개월만에 감독직을 내려놓았다.

### 가나 축구 국가대표팀
2014년 태국 리그 1의 폴리스 테로의 기술 고문으로 지낸 뒤 같은 해 11월 가나 대표팀의 감독으로 취임하여 2015년 아프리카 네이션스컵 준우승과 2017년 아프리카 네이션스컵 4위 등을 이끌었지만 2018년 FIFA 월드컵 아프리카 지역 최종 예선에서 1승 4무 1패·E조 3위에 머무르며 4회 연속 월드컵 본선 문턱에서 좌절을 맛본 후 가나 대표팀 감독직에서 내려왔다.

### 노스이스트 유나이티드
2018년 인도 슈퍼리그의 노스이스트 유나이티드의 감독과 기술 고문을 겸하여 역임했다.

### 잠비아 축구 국가대표팀
2021년부터 2022년까지 방글라데시 축구 국가대표팀의 기술 고문으로 지내다가 2022년 12월 22일 잠비아 대표팀의 사령탑으로 선임된 뒤 레소토와의 2023년 아프리카 네이션스컵 예선 H조 3차전에서 2-0 완승을 이끌며 잠비아 대표팀 감독 부임 이후 국제 대회 데뷔전을 승리로 장식했다.
그 후 2023년 COSAFA컵에서 잠비아의 우승을 이끈 뒤 2023년 아프리카 네이션스컵 예선에서 4승 1무 1패·H조 1위로 잠비아의 8년만의 통산 18번째 아프리카 네이션스컵 본선을 이끌었지만 본선에서는 2무 1패의 아쉬운 성적으로 조별리그 탈락의 고배를 마셨다.

## 수상

### 클럽 (지도자)
하포엘 페타 티그바
- 리가 레우밋 : 준우승 (1988-89, 1989-90, 1990-91)
- 이스라엘 스테이트컵 : 4강 (1989-90, 1990-91)
- 토토컵 레우밋 : 우승 (1989-90, 1990-91)

마카비 텔아비브
- 리가 레우밋 : 우승 (1991-92, 1994-95), 준우승 (1992-93, 1993-94)
- 이스라엘 스테이트컵 : 우승 (1993-94), 준우승 (1991-92, 1992-93)
- 토토컵 레우밋 : 우승 (1992-93), 준우승 (1991-92, 1994-95), 4강 (1993-94)

마카비 하이파
- 리갓 하알 : 우승 (2000-01, 2001-02)
- 이스라엘 스테이트컵 : 준우승 (2001-02), 4강 (2000-01)

 첼시 FC
- 잉글랜드 프리미어리그 : 준우승 (2007-08)
- EFL컵 : 준우승 (2007-08)
- UEFA 챔피언스리그 : 준우승 (2007-08)

 포츠머스 FC
- 잉글랜드 FA컵 : 준우승 (2009-10)

 웨스트햄 유나이티드
- EFL컵 : 4강 (2010-11)

 FK 파르티잔
- 세르비아 수페르리가 : 우승 (2011-12)

### 국가대표팀 (지도자)
가나
- 아프리카 네이션스컵 : 준우승 (2015), 4강 (2017)